# English Standard Version
English Standard Version, ESV, är en modern, engelskspråkig bibelöversättning, utgiven 2001. Den har strävat att vara mer ordagrann än New International Version, men den är inte lika ordagrann som New American Standard Bible. ESV bygger till stora delar på Revised Standard Versions text. Man har dock modifierat de delar av RSV-texten som man menat varit präglade av liberalteologi.

### Fotnoter
1. ↑  ”English Standard Version” (på engelska). Bible. https://www.bible.com/sv/versions/59-esv-english-standard-version. Läst 5 maj 2016.